# Eureka y Belén
Eureka y Belén är en ort i Mexiko.   Den ligger i kommunen Teapa och delstaten Tabasco, i den sydöstra delen av landet, 700 km öster om huvudstaden Mexico City. Eureka y Belén ligger 52 meter över havet och antalet invånare är 1 517.
Terrängen runt Eureka y Belén är kuperad åt sydväst, men åt nordost är den platt. Terrängen runt Eureka y Belén sluttar norrut. Runt Eureka y Belén är det ganska tätbefolkat, med 93 invånare per kvadratkilometer. Närmaste större samhälle är Teapa, 2,7 km väster om Eureka y Belén. Trakten runt Eureka y Belén består till största delen av jordbruksmark.